# 1 000 kilomètres de Zhuhai 2010
Navigation
Édition suivante
1re édition de l'épreuve, les 1 000 kilomètres de Zhuhai ont été remportées le 7 novembre 2010 par la N°2 du Team Peugeot Total de Franck Montagny et Stéphane Sarrazin.

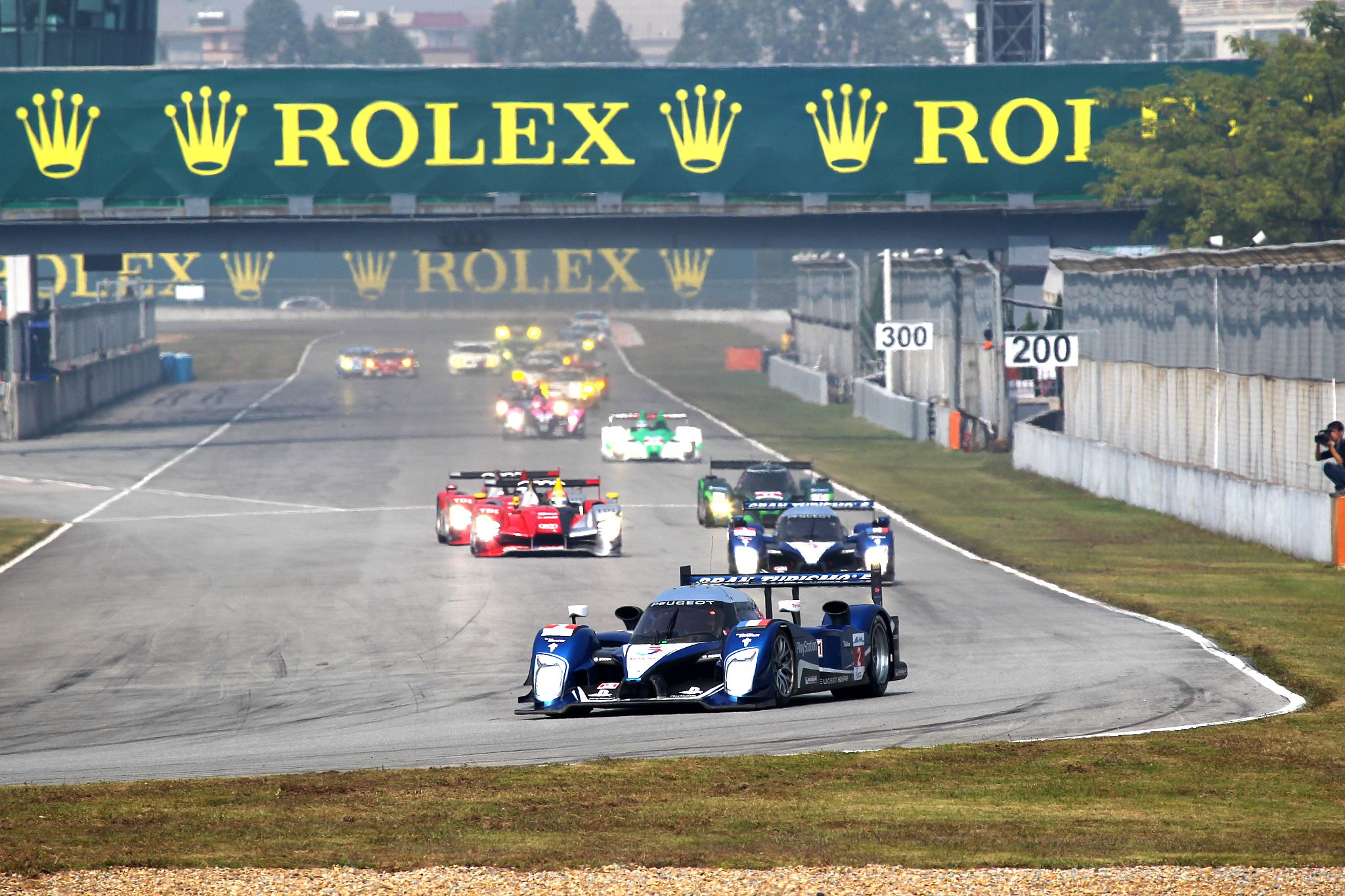
Le départ de la course

Cette course est aussi la dernière épreuve de l'Intercontinental Le Mans Cup 2010.

## Résultats

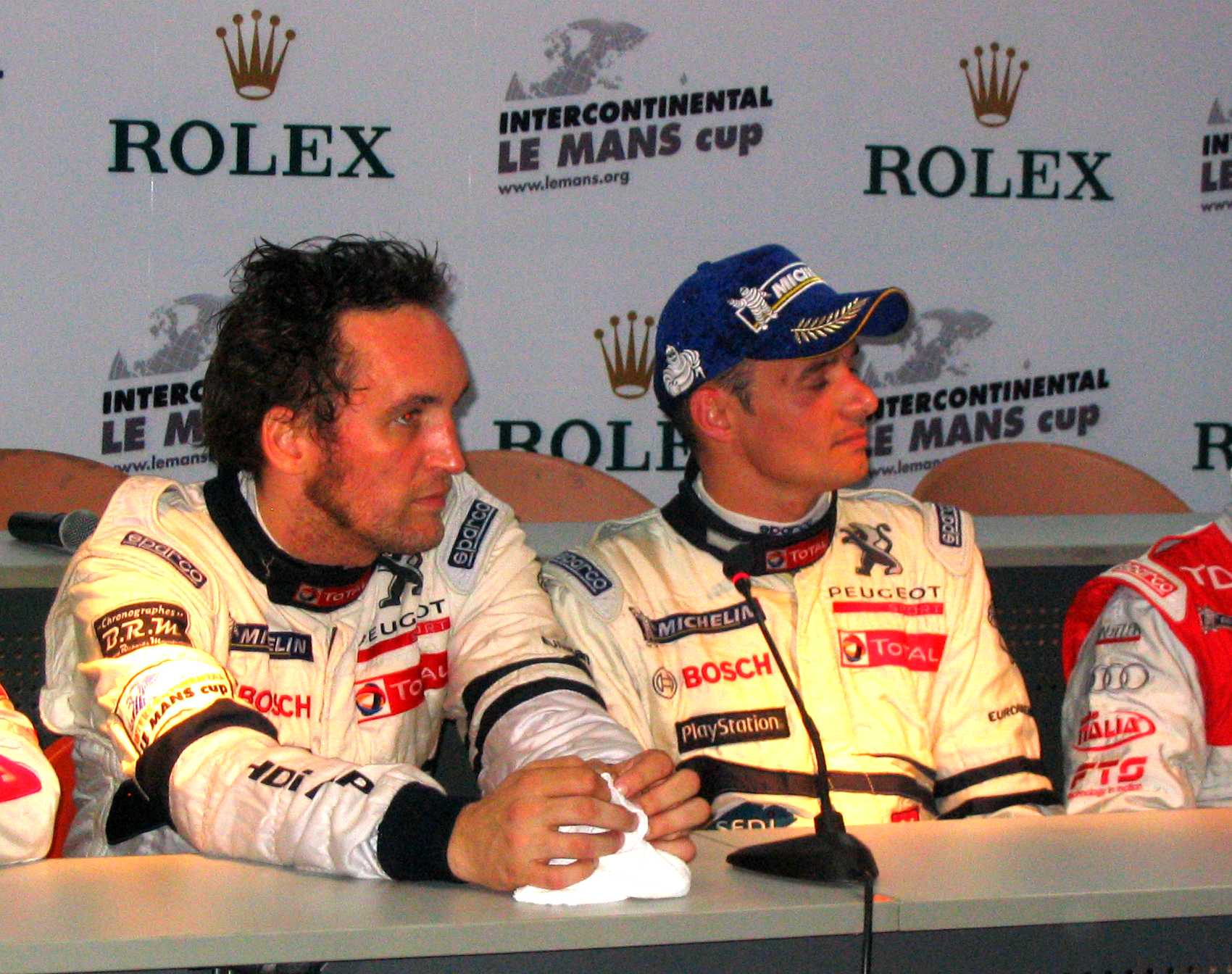
Les vainqueurs LMP1 Franck Montagny et Stephane Sarrazin.

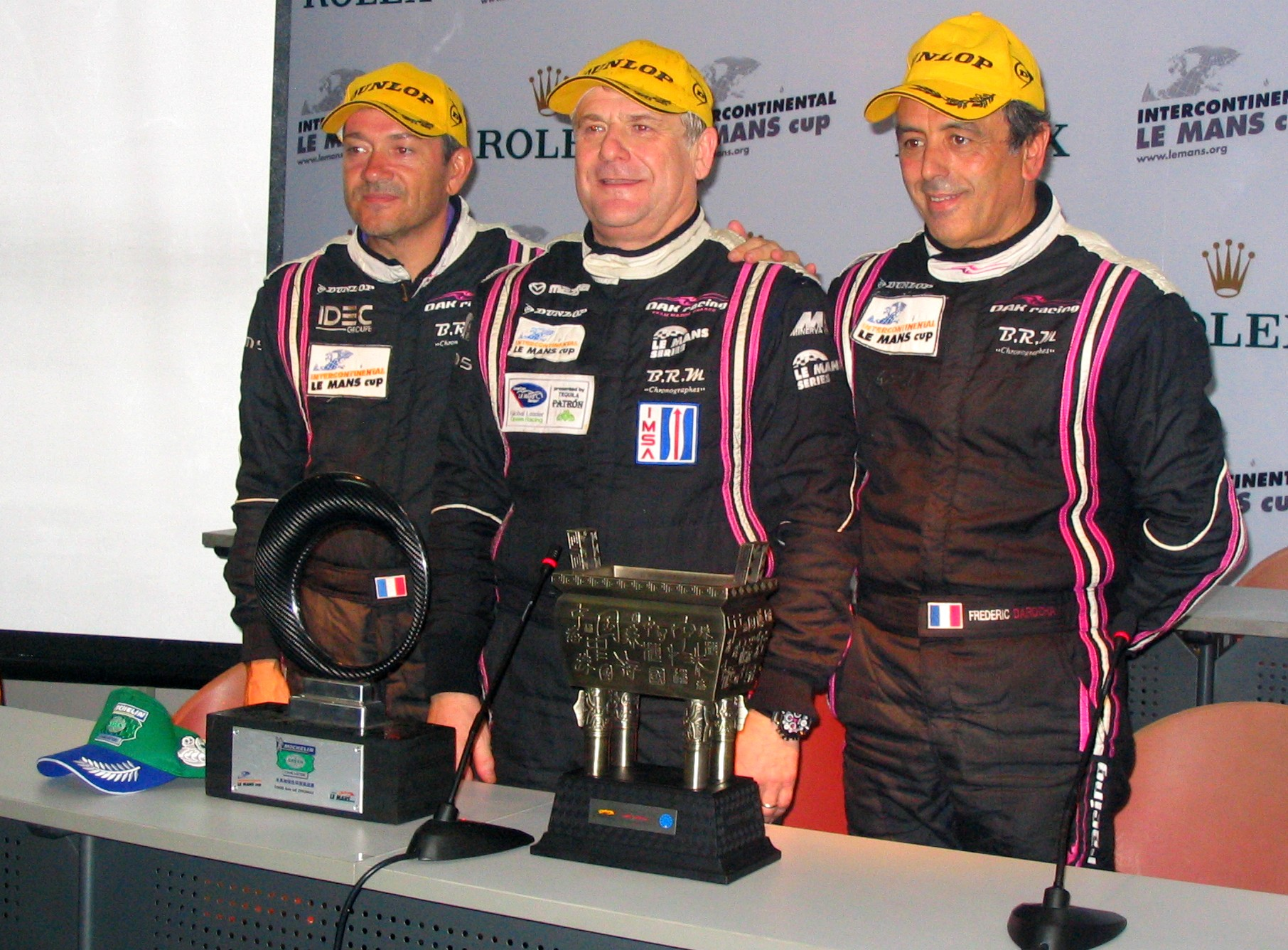
Les vainqueurs LMP2 Jacques Nicolet, Frédéric Da Rocha et Patrice Lafargue.

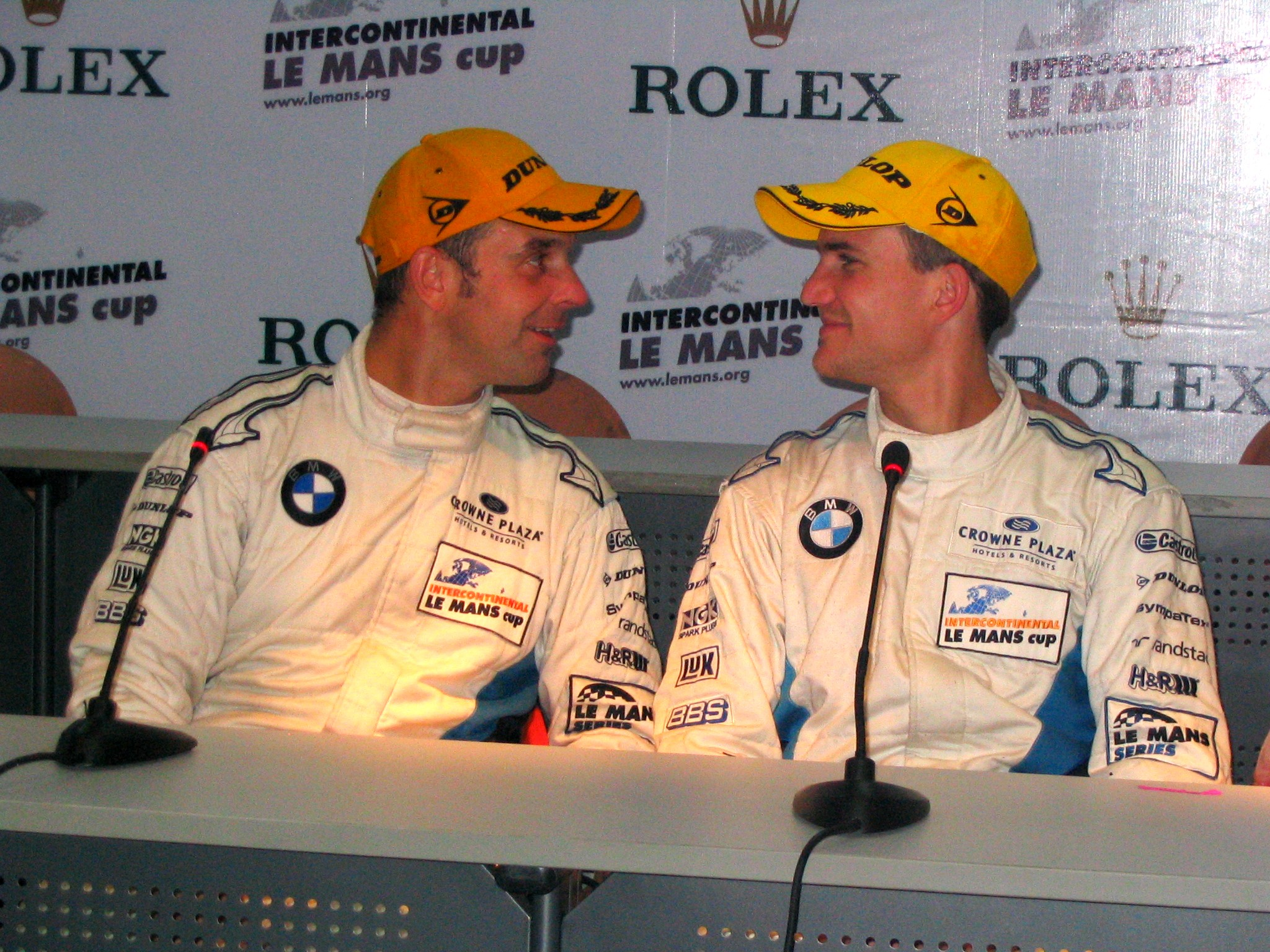
Les vainqueurs GT2 Jörg Müller et Dirk Werner.

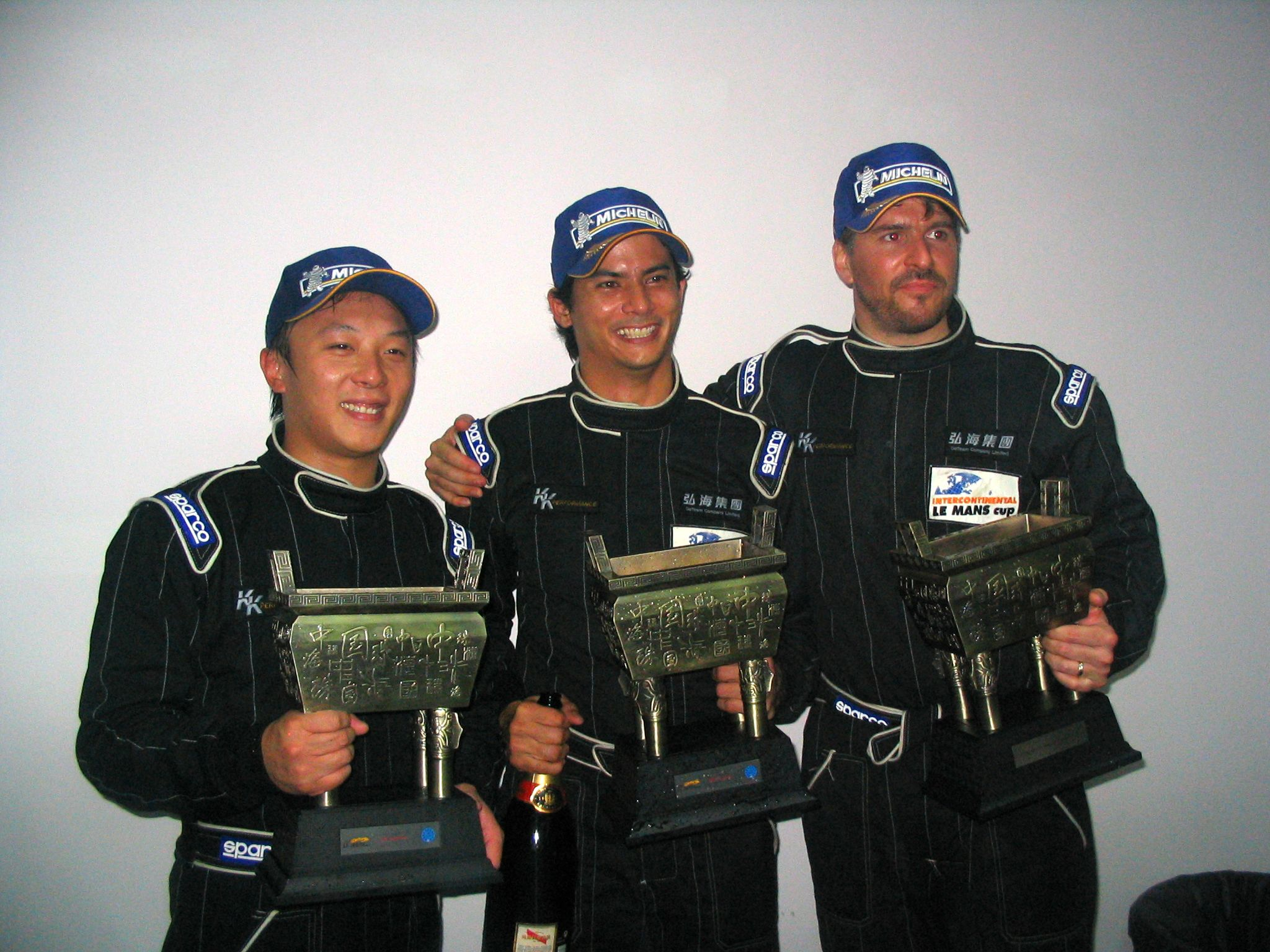
Les vainqueurs GTC Marchy Lee, Alex Yoong and Matthew Marsh.

Voici le classement officiel au terme de la course.
- Les vainqueurs de chaque catégorie sont signalés par un fond jauni.
- Pour la colonne Pneus, il faut passer le curseur au-dessus du modèle pour connaître le manufacturier de pneumatiques.

| Pos             | Cat  | n° | Equipe                     | Pilotes                                            | Châssis                              | Pneus | Tours |
| Pos             | Cat  | n° | Equipe                     | Pilotes                                            | Moteur                               | Pneus | Tours |
| --------------- | ---- | -- | -------------------------- | -------------------------------------------------- | ------------------------------------ | ----- | ----- |
| 1               | LMP1 | 2  | Team Peugeot Total         | Franck Montagny Stéphane Sarrazin                  | Peugeot 908 HDi FAP                  | M     | 232   |
| 1               | LMP1 | 2  | Team Peugeot Total         | Franck Montagny Stéphane Sarrazin                  | Peugeot HDi 5.5 L Turbo V12 (Diesel) | M     | 232   |
| 2               | LMP1 | 7  | Audi Sport Team Joest      | Tom Kristensen Allan McNish                        | Audi R15+ TDI                        | M     | 232   |
| 2               | LMP1 | 7  | Audi Sport Team Joest      | Tom Kristensen Allan McNish                        | Audi TDI 5.5 L Turbo V10 (Diesel)    | M     | 232   |
| 3               | LMP1 | 8  | Audi Sport Team Joest      | Rinaldo Capello Romain Dumas                       | Audi R15+ TDI                        | M     | 232   |
| 3               | LMP1 | 8  | Audi Sport Team Joest      | Rinaldo Capello Romain Dumas                       | Audi TDI 5.5 L Turbo V10 (Diesel)    | M     | 232   |
| 4               | LMP1 | 1  | Peugeot Sport Total        | Sébastien Bourdais Simon Pagenaud                  | Peugeot 908 HDi FAP                  | M     | 229   |
| 4               | LMP1 | 1  | Peugeot Sport Total        | Sébastien Bourdais Simon Pagenaud                  | Peugeot HDi 5.5 L Turbo V12 (Diesel) | M     | 229   |
| 5               | LMP2 | 35 | OAK Racing                 | Jacques Nicolet Frédéric Da Rocha Patrick Lafargue | Pescarolo 01                         | D     | 206   |
| 5               | LMP2 | 35 | OAK Racing                 | Jacques Nicolet Frédéric Da Rocha Patrick Lafargue | Judd DB 3.4 L V8                     | D     | 206   |
| 6               | GTH  | 92 | Porsche AG                 | Jörg Bergmeister Patrick Long                      | Porsche 911 GT3-R Hybrid             | M     | 205   |
| 6               | GTH  | 92 | Porsche AG                 | Jörg Bergmeister Patrick Long                      | Porsche 4.0 L Hybrid Flat-6          | M     | 205   |
| 7               | GT2  | 78 | BMW Team Schnitzer         | Jörg Müller Dirk Werner                            | BMW M3 GT2 (E92)                     | D     | 202   |
| 7               | GT2  | 78 | BMW Team Schnitzer         | Jörg Müller Dirk Werner                            | BMW 4.0 L V8                         | D     | 202   |
| 8               | GT2  | 77 | Team Felbermayr-Proton     | Marc Lieb Richard Lietz                            | Porsche 911 GT3 RSR (997)            | M     | 202   |
| 8               | GT2  | 77 | Team Felbermayr-Proton     | Marc Lieb Richard Lietz                            | Porsche 4.0 L Flat-6                 | M     | 202   |
| 9               | FLM  | 47 | Hope Polevision Racing     | Steve Zacchia Shan Qi Zhang Jeffrey Lee            | Oreca FLM09                          | M     | 201   |
| 9               | FLM  | 47 | Hope Polevision Racing     | Steve Zacchia Shan Qi Zhang Jeffrey Lee            | Corvette 6.2 L V8                    | M     | 201   |
| 10              | GT2  | 95 | AF Corse                   | Gianmaria Bruni Jaime Melo Toni Vilander           | Ferrari F430 GT                      | M     | 199   |
| 10              | GT2  | 95 | AF Corse                   | Gianmaria Bruni Jaime Melo Toni Vilander           | Ferrari 4.0 L V8                     | M     | 199   |
| 11              | GT2  | 88 | Team Felbermayr-Proton     | Christian Ried Martin Ragginger (de) Gianluca Roda | Porsche 911 GT3 RSR (997)            | M     | 192   |
| 11              | GT2  | 88 | Team Felbermayr-Proton     | Christian Ried Martin Ragginger (de) Gianluca Roda | Porsche 4.0 L Flat-6                 | M     | 192   |
| 12              | GTC  | 98 | KK Performance             | Marchy Lee Alex Yoong Matthew Marsh                | Audi R8 LMS                          | M     | 192   |
| 12              | GTC  | 98 | KK Performance             | Marchy Lee Alex Yoong Matthew Marsh                | Audi 5.2L V10                        | M     | 192   |
| 13              | GT2  | 90 | CRS Racing                 | Phil Quaife Pierre Ehret Andrew Kirkaldy           | Ferrari F430 GTC                     | M     | 191   |
| 13              | GT2  | 90 | CRS Racing                 | Phil Quaife Pierre Ehret Andrew Kirkaldy           | Ferrari 4.0 L V8                     | M     | 191   |
| 14              | LMP1 | 23 | Tōkai University YGK Power | Shogo Mitsuyama Shigekazu Wakisaka                 | Courage-Oreca LC70                   | Y     | 190   |
| 14              | LMP1 | 23 | Tōkai University YGK Power | Shogo Mitsuyama Shigekazu Wakisaka                 | YGK YR40T 4.0 L Turbo V8             | Y     | 190   |
| 15              | GT2  | 98 | Gulf Team First            | Fabien Giroix Roald Goethe                         | Lamborghini Gallardo LP560           | D     | 197   |
| 15              | GT2  | 98 | Gulf Team First            | Fabien Giroix Roald Goethe                         | Lamborghini 5.2L V10                 | D     | 197   |
| 16              | GTC  | 91 | Team Hong Kong Racing      | Philippe Ma Mathias Beche                          | Aston Martin DBRS9                   | M     | 172   |
| 16              | GTC  | 91 | Team Hong Kong Racing      | Philippe Ma Mathias Beche                          | Aston Martin 5.9L V12                | M     | 172   |
| 17              | GTC  | 97 | United Autosports          | Henri Richard Alain Li                             | Audi R8 LMS                          | D     | 171   |
| 17              | GTC  | 97 | United Autosports          | Henri Richard Alain Li                             | Audi 5.2L V10                        | D     | 171   |
| 18              | GT1  | 50 | Larbre Compétition         | Pedro Lamy Patrick Bornhauser Laurent Groppi       | Saleen S7-R                          | M     | 131   |
| 18              | GT1  | 50 | Larbre Compétition         | Pedro Lamy Patrick Bornhauser Laurent Groppi       | Ford 7.0 L V8                        | M     | 131   |
| Non classé (NC) |      |    |                            |                                                    |                                      |       |       |
| 19 NC           | LMP1 | 11 | Drayson Racing             | Paul Drayson Jonny Cocker                          | Lola B09/60                          | M     | 141   |
| 19 NC           | LMP1 | 11 | Drayson Racing             | Paul Drayson Jonny Cocker                          | Judd GV5.5 S2 5.5 L V10              | M     | 141   |
| 20 NC           | GTC  | 96 | United Autosports          | Danny Watts Richard Meins Franck Yu                | Audi R8 LMS                          | D     | 168   |
| 20 NC           | GTC  | 96 | United Autosports          | Danny Watts Richard Meins Franck Yu                | Audi 5.2L V10                        | D     | 168   |
| 21 NC           | GT2  | 75 | Prospeed Competition       | Darryl O'Young Richard Westbrook                   | Porsche 911 GT3 RSR (997)            | M     | 119   |
| 21 NC           | GT2  | 75 | Prospeed Competition       | Darryl O'Young Richard Westbrook                   | Porsche 4.0 L Flat-6                 | M     | 119   |
| 22 NC           | GT1  | 69 | JLOC                       | Yuhi Sekiguchi Yuya Sakamoto Hiroyuki Iiri         | Lamborghini Murciélago R-GT          | Y     | 10    |
| 22 NC           | GT1  | 69 | JLOC                       | Yuhi Sekiguchi Yuya Sakamoto Hiroyuki Iiri         | Lamborghini 6.0 L V12                | Y     | 10    |
| 23 NC           | GT2  | 81 | Jaguar RSR                 | Paul Gentilozzi Marc Goossens                      | Jaguar XKRS                          | Y     | 10    |
| 23 NC           | GT2  | 81 | Jaguar RSR                 | Paul Gentilozzi Marc Goossens                      | Jaguar 4.2 L V8                      | Y     | 10    |